# Répássy Róbert
Répássy Róbert (Miskolc, 1968. május 18. –) magyar ügyvéd, politikus, 1993 és 1994 között, valamint 1998-tól 2018-ig a Fidesz országgyűlési képviselője. 2010 és 2014 között a Közigazgatási és Igazságügyi Minisztérium igazságügyért felelős államtitkára, 2014 és 2015 között, majd 2021-től az Igazságügyi Minisztérium parlamenti államtitkára, miniszterhelyettes. 2018-tól 2021-ig a Borsod-Abaúj-Zemplén Megyei Ügyvédi Kamara elnökségi tagja. 

## Tanulmányai
Szegeden, a Ságvári Endre Gyakorló Gimnáziumban érettségizett 1986-ban. 1987-ben kezdte egyetemi tanulmányait a Miskolci Egyetem Állam- és Jogtudományi Karán, ahol 1992-ben szerzett jogi doktorátust. Diplomázása után szülővárosában vállalt ügyvédjelölti munkát. 1995-ben szerezte meg ügyvédi szakvizsgáját. 2020-ban vagyongazdálkodási szakjogász oklevelet szerzett.

## Politikai pályafutása
1988-ban a Fidesz miskolci szervezetének egyik alapító tagja volt. 1991-ben az országos tanács tagjává választották, majd 1993-ban az országos választmány tagja lett. 1993-ban az SZDSZ-be távozott Molnár Péter utódjaként behívták az Országgyűlésbe. Az 1994-es országgyűlési választáson nem szerzett mandátumot. Az őszi önkormányzati választáson Miskolcon önkormányzati képviselővé választották.
1994-ben a párt miskolci elnökévé, majd 1996-ban annak Borsod-Abaúj-Zemplén megyei szervezetének vezetőjévé választották. Az 1998-as országgyűlési választáson az egyik miskolci egyéni választókerületből szerzett mandátumot, ősszel pedig a Borsod-Abaúj-Zemplén Megyei Közgyűlés alelnökévé választották, melyet 2002-ig társadalmi munkában végzett. A Fidesz-frakció egyik helyettes vezetőjévé választották, majd 1999-ben az alkotmány- és igazságügyi bizottság alelnökévé választották. Ugyanebben az évben az országos választmány alelnöke is lett.
2002-ben pártja Borsod-Abaúj-Zemplén megyei listájáról szerzett országgyűlési mandátumot, az őszi önkormányzati választáson a miskolci közgyűlés tagja is lett. 2003-ban, a Fidesz újjászervezésekor minden párttisztségéből távozott (kivéve a frakcióvezető-helyettesét). 2002-höz hasonlóan 2006-ban és 2010-ben is pártja Borsod-Abaúj-Zemplén megyei területi listájáról szerzett mandátumot és mindhárom ciklusban a párt egyik frakcióvezető-helyettesévé választották. 2006-2010 között egyben frakcióigazgató is volt. 1993-1994 között az Alkotmányügyi, törvényelőkészítő és igazságügyi bizottság tagja, 1998 és 2010 között pedig alelnöke volt. 2010-ben a bizottság tagja lett; az alelnöki székben Cser-Palkovics András követte a Fidesz részéről. E mellett 2003-ban tagja volt a „brókerbotrányként” elhíresült eset parlamenti vizsgálóbizottságának és 2005-ben alelnöki minőségben részt vett az Az Orbán család állami forrásból történő gazdagodása, különös tekintettel a szőlőbirtokokra elnevezésű parlamenti vizsgálóbizottságban is.
2010-ben a köztársasági elnök - a miniszterelnök javaslatára - a Közigazgatási és Igazságügyi Minisztérium igazságügyért felelős államtitkárává nevezte ki. A Hamisítás Elleni Nemzeti Testület elnöke, a kormány Emberi Jogi Munkacsoportjának alelnöke, a Nemzetbiztonsági Munkacsoport tagja. Magyarország Kormánya nevében több mint hatvan törvényjavaslatot terjesztett elő az Országgyűlésben, többek között az új Büntető Törvénykönyv és az új Polgári Törvénykönyv tervezetét.
2014-ben a Fidesz-KDNP országos listáján ismét országgyűlési képviselőnek választották. A Kormány megalakulását követően, a köztársasági elnök - a miniszterelnök javaslatára - az Igazságügyi Minisztérium parlamenti államtitkárává nevezte ki. Az igazságügyi miniszter általános helyettese, a kormány emberi jogi munkacsoportjának elnöke volt. 2015 októberében menesztették államtitkári pozíciójából. 
2015. november 2-ától 2018. május 7-éig az Országgyűlés törvényalkotási bizottságának alelnöke, az igazságügyi bizottság tagja volt.
Völner Pál államtitikár lemondását követően Áder János köztársasági elnök Répássy Róbertet 2021. december 11-ei hatállyal az Igazságügyi Minisztérium parlamenti államtitkárává nevezte ki. Novák Katalin köztársasági elnök 2022. május 25-ei hatállyal ismét az Igazságügyi Minisztérium államtitkárává nevezte ki.

## Családja
Nős, felesége köztisztviselő. Két gyermeke van.